# Lycianthes lankesteri
Lycianthes lankesteri är en potatisväxtart som beskrevs av Julius Sterling Morton och Standley. Lycianthes lankesteri ingår i Himmelsögonsläktet som ingår i familjen potatisväxter. Inga underarter finns listade i Catalogue of Life.